# أحمد إسماعيل سمتر
أحمد إسماعيل سمتر هو كاتب صومالي بارز، وأستاذ جامعي، والعميد السابق لمعهد المواطنة العالمية في كلية ماكلستر، ورئيس تحرير مجلة بيلدهان الدولية للدراسات الصومالية، وشقيق عبدي إسماعيل ساماتار، رئيس قسم الجغرافيا في جامعة منيسوتا. انضم أحمد إسماعيل إلى حزب التضامن، الحزب الحاكم في جمهورية صوماليلاند المستقلة ذاتيًا في يونيو 2016. مقابل دعمه للحزب، توقع ساماتار استلام منصب حكومي رفيع في حكومة موسى بيهي عبدي، وعلى الرغم من الجهود الكبيرة التي بذلها خلال حملة الانتخابات الرئاسية في صوماليلاند عام 2017، إلا أن الرئيس عبدي لم يعطه أي منصب. منذ تولي الرئيس عبدي لمنصبه في ديسمبر 2017، انتقد سمتر حكومته بشدة، ولكنه ما يزال عضوًا في الحزب الحاكم. يعد سمتر مرشحًا محتملًا للانتخابات الرئاسية في صوماليلاند عام 2022.

## السيرة الذاتية
ولد أحمد إسماعيل سمتر وترعرع في منطقة غبيلي الواقعة في جمهورية صوماليلاند المستقلة ذاتيًا، وتنحدر أصوله من قبيلة غادابوورسي الصومالية، وهو شقيق الباحث والسياسي عبدي إسماعيل سمتر. كان والده إسماعيل سمتر محمد (دهيري) رجل أعمال، أما والدته هاليمو عبد الله كاهين فهي أخت رجل الأعمال المُتوفى محمد عبد الله أوغزادي.
بدأ سمتر تعليمه الإسلامي التقليدي المبكر وهو شاب صغير، وكان معليين حسن فاهي أول من علمه القرآن. في عام 1952، كان أول طالب يلتحق بإحدى مدارس غبيلي الابتدائية والمتوسطة، حيث أنهى تعليمه الثانوي. درس المرحلة المتوسطة في مدرسة عامود، والثانوية في المدرسة الثانوية الزراعية.
بعد إنهاء دراسته الثانوية، انتقل سمتر إلى مقديشو عاصمة الصومال، حيث عُين مذيعًا في إذاعة مقديشو في منتصف عقد ستينيات القرن العشرين. وفي أواخر العقد، عمل أحمد في بي بي سي الأفريقية، رغم كونه شابًا صغيرًا، واستمر في العمل هناك حتى منتصف السبعينيات عندما قرر إكمال تعليمه والحصول على درجة جامعية، ثم انتقل لاحقًا من لندن إلى الولايات المتحدة.
حاضر سمتر في العديد من الجامعات والكليات، بما فيها كورنيل وهارفارد وآيوا وكلية لندن للاقتصاد والعلوم السياسية، والجامعة الوطنية الصومالية، وجامعة تورنتو، وجامعة أمستردام، وجامعة يورك، وجامعة أوتاغو، وجامعة هارجيسا، وكلية ويليسلي. مجالات خبرته هي الاقتصاد السياسي العالمي، والفكر السياسي والاجتماعي، والشؤون الصومالية، إذ نشر حولها خمس كتب وأكثر من ثلاثين مقالًا.
بالإضافة إلى ذلك، يعد سمتر رئيس التحرير المؤسس لبيلدهان، إحدى المجلات العالمية المعنية بالدراسات الصومالية، كما أنه محررٌ لثمانية عشر مجلدًا في مجلة ماكلستر الدولية عن التعليم قبل الجامعي والنزعة الأممية.
حصل سمتر على زمالة فولبرايت، ومنح من مؤسسة فورد، ومؤسسة ميلون، ومعهد الولايات المتحدة للسلام، ومؤسسة هاينريش بول، ومؤسسة سانت بول.
ترتكز بحوثه التي أجراها حاليًا على مسارين: مجلدان تعاونيان عن القيادة والخبرة الصومالية، واثنان في مجال العولمة وتنامي شعور الوعي الإسلامي. عمل سمتر محاضرًا في كلية ماكاليستر منذ عام 1994م، وكان قد شغل خلال هذه الفترة منصب العميد.
في منتصف عام 2012، ترشح سمتر للانتخابات الرئاسية الصومالية.

## مؤلفاته
| العام | اسم المؤلَف                                                                         |
| ----- | ---------------------------------------------------------------------------------- |
| 1988  | الصومال الاشتراكي: الخطابة والواقع                                                 |
| 1995  | الصومال: انهيار الدولة، والتدخل المتعدد الأطراف، واستراتيجيات إعادة البناء السياسي |
| 1998  | الطبيعة والناس والعولمة                                                            |
| 2002  | الدولة الافريقية: إعادة النظر                                                      |
| 2003  | إيصاء بروميثيوس: التقنية والتغيير                                                  |